# Jack La Rue
Jack La Rue, nato Gaspare Biondolillo (New York, 3 maggio 1902 – Santa Monica, 11 gennaio 1984), è stato un attore statunitense di origine italiana.

## Filmografia parziale

### Cinema
- The Fighting Rookie, regia di Spencer Gordon Bennet (1934)
- La colpa di Rita Adams (Paper Bullets), regia di Phil Rosen (1941)
- Dakota, regia di Joseph Kane (1945)
- I cercatori d'oro (Road to Utopia), regia di Hal Walker (1946)
- La mia brunetta preferita (My Favorite Brunette), regia di Elliott Nugent (1947)
- Bush Pilot, regia di Sterling Campbell (1947)
- La valle dei bruti (Ride the Man Down), regia di Joseph Kane (1952)
- I 4 di Chicago (Robin and the 7 Hoods), regia di Gordon Douglas (1964)
- La spia dal cappello verde (The Spy in the Green Hat), regia di Joseph Sargent (1967)

### Televisione
- Lights Out – serie TV, 31 episodi (1949-1950) - narratore